# Nedakonice
Nedakonice är en ort i Tjeckien.   Den ligger i distriktet Okres Uherské Hradiště och regionen Zlín, i den östra delen av landet, 250 km sydost om huvudstaden Prag. Nedakonice ligger 176 meter över havet och antalet invånare är 1 505.
Terrängen runt Nedakonice är platt åt sydost, men åt nordväst är den kuperad. Runt Nedakonice är det ganska tätbefolkat, med 207 invånare per kvadratkilometer. Närmaste större samhälle är Uherské Hradiště, 7,1 km nordost om Nedakonice. Trakten runt Nedakonice består till största delen av jordbruksmark.